# Chala (Rukwa)
Chala è una circoscrizione mista (mixed ward) della Tanzania situata nel distretto di Nkasi, regione di Rukwa. Conta una popolazione di 13 499 abitanti (censimento 2012).